# Asistencia técnica a la Comunidad de Estados Independientes
La Asistencia técnica a la Comunidad de Estados Independientes (en inglés siglas TACIS de Technical Assistance to the Commonwealth of Independent States) fue un programa de la Unión Europea destinado a apoyar la transición hacia una economía de mercado y el refuerzo de la democracia en la Comunidad de Estados Independientes (CEI) y en Mongolia. El programa se puso en marcha en 1991 y estuvo en vigor hasta 2006.
Sus socios fueron Armenia, Azerbaiyán, Bielorrusia, Rusia, Georgia, Kazajistán, Kirguistán, Moldavia, Tayikistán, Turkmenistán, Ucrania, Uzbekistán y Mongolia.

## Asistencia económica
En 1999 se asignaron 462,55 millones de euros de presupuesto. Estos compromisos incluyen una contribución de 40,40 millones de euros al fondo especial del Banco Europeo de Reconstrucción y Desarrollo para la estructura de protección del reactor nuclear accidentado de Chernóbil, 22,5 millones de euros destinados a la seguridad nuclear, la financiación de un programa de cooperación fronteriza (20 millones de euros) y una transferencia de 20 millones de euros para un programa de ayuda humanitaria.
Asimismo, se realizó un programa de asesoramiento en materia política y otro de formación para directivos. Tras la crisis financiera en Rusia se han reorientado algunos proyectos, principalmente en los sectores bancario y social.
El programa contó con un presupuesto de 3.138 millones de euros para el período 2000-2006. También lleva aparejado un subprograma de hermanamiento de ciudades.